# Kelpov gozd
Kelpov gozd je podvodno območje, gosto poraslo z velikimi rjavimi algami. Pojavljajo se v plitvih obalnih pasovih oceanov v zmerno toplem in polarnem pasu, leta 2007 pa so bili odkriti tudi v tropskih predelih blizu Ekvadorja.
Kelpi so rjave alge, ki spadajo v red Laminariales. Prevladujejo predvsem rjave alge iz rodov Macrocystis, Laminaria, Lessonia in Ecklonia. So velike alge, ki v dolžino zrastejo tudi do več deset metrov: velikanski kelp Macrocystis pyrifera zraste tudi do 50 m v dolžino. V spodnjih delih, ki so manj osvetljeni, prevladuje mešanica krajših rjavih in rdečih alg. V kelpovem gozdu lahko sobiva več vrst rjavih alg.
Kelpovi gozdovi so v ekosistemu izjemno pomembni primarni proizvajalci in s svojimi velikimi »krošnjami« dajejo življenjski prostor (habitat) in hrano raznolikim organizmom z različnimi vlogami, od rastlinojedov preko plenilcev do mrhovinarjev, zaradi česar je prehranjevalna veriga zelo zapletena. V kelpovih gozdovih tako bivajo oz. se hranijo mnoge vrste rib, različne skupine nevretenčarjev, kot so mnogoščetinci, deseteronožci, postranice, morski polži, kačjerepi, morske zvezde in morske vetrnice ter celo morski sesalci, kot so morski levi, morske vidre in kiti, in ptice, recimo galebi, čigre in kormorani.
Podobno kot pri kopenskih gozdovih gosto navpično rastje ustvarja sistem nivojev, in sicer osvetljen plitev del krošenj, delno osvetljen srednji del in temno morsko dno. Na vsakem nivoju prebivajo določeni organizmi. V gozdovih iz velikanskega kelpa se npr. postranice vrste Caprella californica in polži Melibe leonina zadržujejo v krošnjah, ribe blizu kavloidov v srednjem delu, morske zvezde, kačjerepi in trdoživnjaki pa blizu dna oz. blizu rizoidov. Plenilski organizmi, kot so morski sesalci in nekatere ribe se običajno občasno zadržujejo ob robovih gozdov.
Za človeka so kelpovi gozdovi že več tisoč let pomemben vir hrane in stabilnega okolja. Zaradi tega so po nekaterih teorijah bili eden izmed ključnih dejavnikov pri naseljevanju ameriških staroselcev vzdolž zahodne obale. Dandanes je poleg ribolova pomembno neposredno izkoriščanje rjavih alg, s katerimi hranijo npr. gojena morska ušesa, poleg tega pa iz alg pridobivajo nekatere sestavine za izdelavo zobnih past in antacidov. Kelpovi gozdovi ponujajo številne možnosti za rekreacijo, kot sta potapljanje in kajakaštvo.
Prekomeren ribolov ogroža obstoj kelpovih gozdov, saj se zaradi pomanjkanja rib prekomerno namnožijo rastlinojedi, ki opustošijo alge. Tako nastanejo gola, neporasla območja, ki so za večino vrst neprimeren življenjski prostor. Pomembno grožnjo predstavljajo tudi podnebne spremembe, naseljevanje invazivnih vrst ter onesnaževanje, kamor med drugim štejemo nalaganje sedimenta in evtrofikacijo zaradi odplak ter onesnaževanje s pesticidi in težkimi kovinami.
Med potovanjem z ladjo Beagle je Charles Darwin zapisal:
| »Te čudovite podvodne gozdove lahko primerjam samo s kopenskimi gozdovi v tropskih območjih. Kljub temu pa ne verjamem, da bi uničenje kopenskega gozda povzročilo pogin toliko živali, kolikor bi ga povzročilo uničenje kelpovega gozda. Med listi teh alg bivajo številne vrste rib, ki nikjer drugje ne bi mogle najti hrane ali zatočišča; z njihovim poginom bi kmalu izginili mnogi kormorani, plenilske ribe, morske vidre, tjulnji in pliskavke; nazadnje bi ljudstvo Fuegijcev morda dokončno izumrlo.« Vir: |